# Медаль у подяку бібліотекарю

Медаль у подяку бібліотекарю — медаль на честь Антоніо Мальябеккі (1633—1714), що за здібності став князівським бібліотекарем у місті Флоренція.

## Мальябеккі

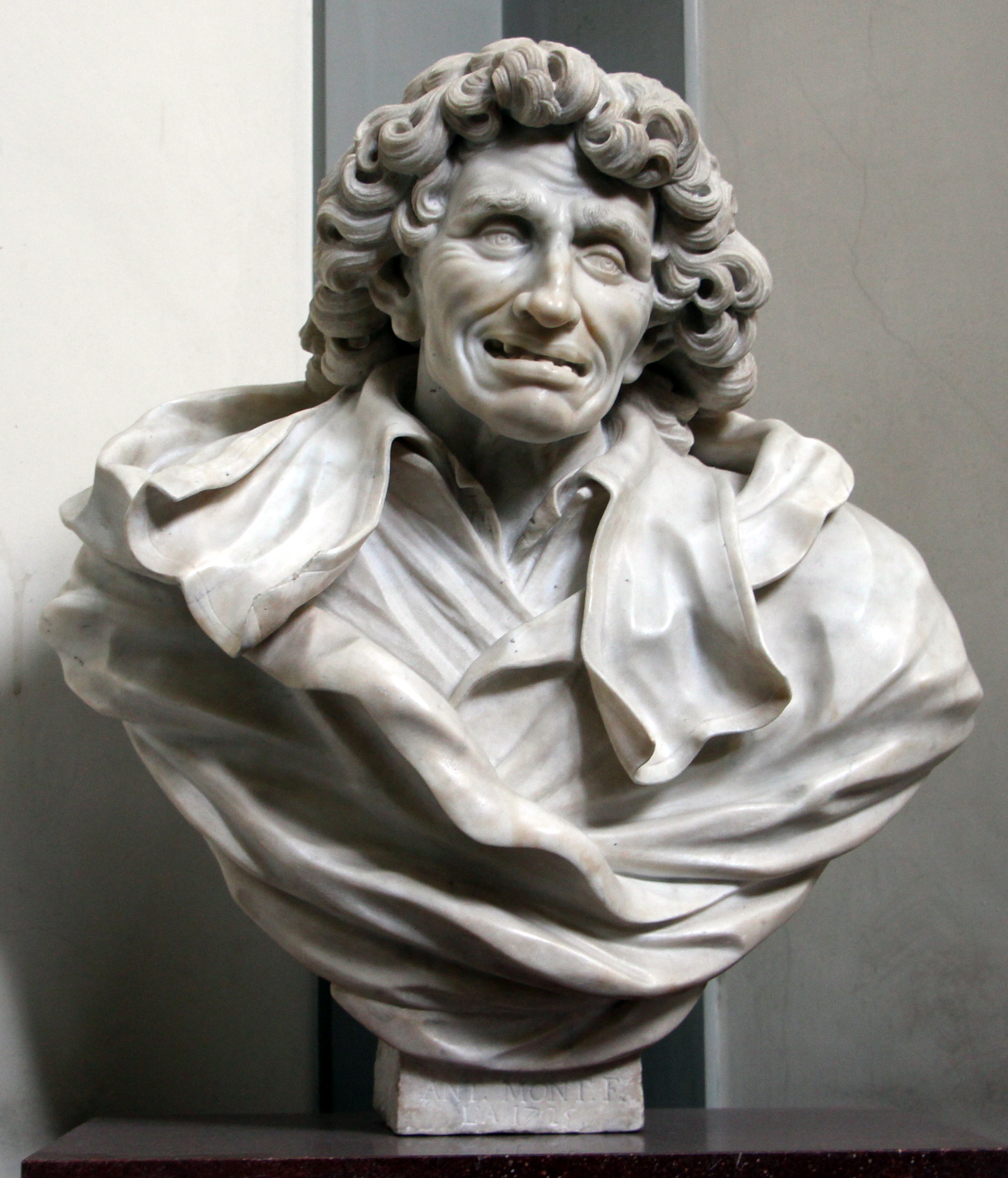
Ск. Антоніо Монтаюті. «Погруддя», Національна бібліотека Флоренції

Антоніо народився в бідній родині і не міг розраховувати ні на багатий спадок від батьків, ні на гроші на пристойну освіту. Батьки віддали підлітка в помічники продавцю харчів. Хлопчика надзвичайно зацікавили літери на сторінках старих книг, котрі видирали аби загортати продукти. Хлопець зрозумів, що це тексти, котрі читають освічені пани і священики. Володар книжкової крамнички зацікавився здібним підлітком і навчив того грамоти.
Згодом Антоніо узяли в помічники до ювеліра. Він сам став ювеліром і працював ювеліром до сорока років. Але зберіг надзвичайну пошану до грамоти і книг. Вільні гроші Антоніо Мальябеккі почав витрачати на придбання книг, котрі уважно читав, перечитував і старанно запам'ятовував. Виявилось, що в ювеліра феноменальна пам'ять. Він пам'ятав велику кількість прочитаних книг і їх тексти, іноді цілі сторінки. Тодішній бібліотекар герцогів Тосканських Мікеле Ерміні прознав про феноменального шанувальника книг з надзвичайною пам'яттю і сприяв отриманню ювеліром посади бібліотекаря Козімо III Медічі.
Слава Антоніо Мальябеккі перетнула кордони Тоскани. До нього звертались кардинали і науковці з-за кордону, з ним шанобливо листувались. Усі зібрані книги і низку рукописів власної бібліотеки він заповідав місту Флоренція. У 1861 році приватну бібліотеку Мальябеккі поєднали з князівською бібліотекою Віктора Еммануїла II. Обидві книжкові збірки стануть базою для створення Флорентійської національної бібліотеки.

## Опис медалі
Медаль у подяку бібліотекарю 1714 року створив медальєр Антоніо Дженнаро. Вона створена за типовою схемою. На аверсі — портрет особи в профіль. На реверсі — алегорична сцена.
Але портрет дивує зморшкуватим обличчям, неохайною перукою і на диво привітною посмішкою старої особи, відтепер причетної до улюблених книг — назавжди. Старий Антоніо Мальябеккі запам'ятався сучасникам неохайним паном в старому одязі. Йому все прощалось за привітність і феноменальну пам'ять. Шанувальникам книг у Флоренції старий Мальябеккі чомусь нагадував старого грецького філософа Діогена, що надзвичайно обмежував власні потреби заради найменшої залежності від суспільства.
На аверсі медалі майстер Антоніо Дженнаро і подав фігуру Мальябеккі з книгою, а на тлі — фігуру філософа Діогена, що неупинно шукав справжню людину…
Другу медаль по смерті Мальябеккі в 1714 році створив медальєр Бартоломео Ваджеллі. Обидва медальєри знали бібліотекаря вже літньою і малопривабливою зовнішньо людиною. Звідси старече, зморшкувате обличчя і стареча посмішка особи, що намагалась бути привітною зі шляхетними і освіченими відвідувачами князівської бібліотеки.